# Walckenaeria stepposa
Walckenaeria stepposa là một loài nhện trong họ Linyphiidae.
Loài này thuộc chi Walckenaeria. Walckenaeria stepposa được miêu tả năm 2007 bởi Andrei V. Tanasevitch & Piterkina.